# Sofronín Martínez Heredia
Sofronín Martínez Heredia, né le 10 février 1925 à Pasacaballos (un des corregimientos de Carthagène des Indes) et mort le 22 décembre 1999 à Carthagène des Indes, est un chanteur et compositeur colombien de boléro. Il est surnommé « Sofro ».